# Włodzimierz Starosolski
Włodzimierz Wojciech Starosolski (ur. 14 czerwca 1933 w Warszawie) – polski naukowiec, inżynier budownictwa, profesor, specjalista od konstrukcji żelbetowych.

## Życiorys
Włodzimierz Starosolski urodził się w roku 1933 w Warszawie. Po II wojnie światowej zamieszkał w Bytomiu. W roku 1956 ukończył studia na Wydziale Budownictwa Przemysłowego i Ogólnego Politechniki Śląskiej. Po studiach rozpoczął pracę jako asystent na uczelni oraz w biurze projektowym Koksoprojekt. W 1962 roku uzyskał stopień naukowy doktora (temat pracy doktorskiej: "Studium belki sprężonej przy dowolnej zmienności kształtu i parametrów sprężania"), w roku 1963 uprawnienia budowlane, w 1968 habilitację (na podstawie pracy "Z zagadnień płaskich stropów bezgłowicowych"). W latach 1980 pracował w biurze projektowym Miastoprojekt w Zabrzu, zajmując się między innymi badaniami prefabrykatów wielkopłytowych. W roku 1986 otrzymał tytuł naukowy profesora nadany przez Radę Państwa. W 1989 roku uzyskał uprawnienia rzeczoznawcy. Przez dwie kadencje był członkiem Komitetu Inżynierii Lądowej i Wodnej Polskiej Akademii Nauk. W działalności naukowej zajmuje się konstrukcjami żelbetowymi, w tym prefabrykowanymi, oraz murowymi – projektowaniem oraz badaniem istniejących konstrukcji. Jest członkiem zarządu biura projektowego Unidom, współpracuje także z Krzysztofem Grajkiem przy tworzeniu pakietu programów MES ABC.

## Odznaczenia
Za działalność dydaktyczną i zawodową wielokrotnie odznaczony odznaczeniami państwowymi i branżowymi. Część z nich wymieniono poniżej:
- Krzyż Oficerski Orderu Odrodzenia Polski[7]
- Krzyż Kawalerski Orderu Odrodzenia Polski
- Złoty Krzyż Zasługi[8]
- Medal Komisji Edukacji Narodowej
- Nagroda im. prof. Stefana Bryły (1979)[9]
- Medal im. prof. Stefana Kaufmana (1999)[10]